# Dengeki Maoh
Dengeki Maoh (電撃マオウ?, Dengeki Maō) è una rivista seinen giapponese pubblicata da MediaWorks. Il primo numero è stato pubblicato il 27 ottobre 2005, viene venduta ogni 27 del mese. La rivista contiene informazioni su manga, videogiochi e light novel. Una speciale edizione della rivista, nominata Dengeki Black Maoh, è pubblicata trimestralmente.

## Serie

### InDengeki Maoh
- Aruite Ippo
- Bokusatsu tenshi Dokuro-chan
- Disgaea 2: Cursed Memories
- Enburio
- eM -eNCHANTarM-
- Furatto Rain
- Immortal Grand Prix
- Iriya no Sora, UFO no Natsu
- Itsudemo Jakusansei
- Kono bijutsu-bu ni wa mondai ga aru!
- Monster Hunter
- Persona 3
- Rumble Roses
- Spice and Wolf
- Tales of the Abyss
- Tenshō Gakuen Gekkō Roku
- Tokage no ō
- Utawarerumono
- World Destruction - Futari No Tenshi

### InDengeki Black Maoh
- Ichigeki Sacchu!! HoiHoi-san Legacy
- Moetan
- Shakugan no Shana X Eternal song -Harukanaru Uta-